# 5333 Kanaya
5333 Kanaya è un asteroide della fascia principale. Scoperto nel 1990, presenta un'orbita caratterizzata da un semiasse maggiore pari a 2,3453549 UA e da un'eccentricità di 0,1687521, inclinata di 10,97594° rispetto all'eclittica.